# Johann Karl Partini von Neuhof
Johann Karl Freiherr Partini von Neuhof (* 24. November 1706; † 30. August 1765) war ein österreichischer General (Feldmarschalleutnant).
Die Adelsfamilie der Partini von Neuhof und Stockach stammte ursprünglich aus Rovereto. Partini von Neuhof und Stockach diente in der kaiserlich-österreichischen Armee. Am 3. November 1756 wurde er zum Generalfeldwachtmeister, am 12. Januar 1760 zum Feldmarschalleutnant befördert. Er war in der Folge Kommandierender General in Böhmen. 